# Секешфехервар

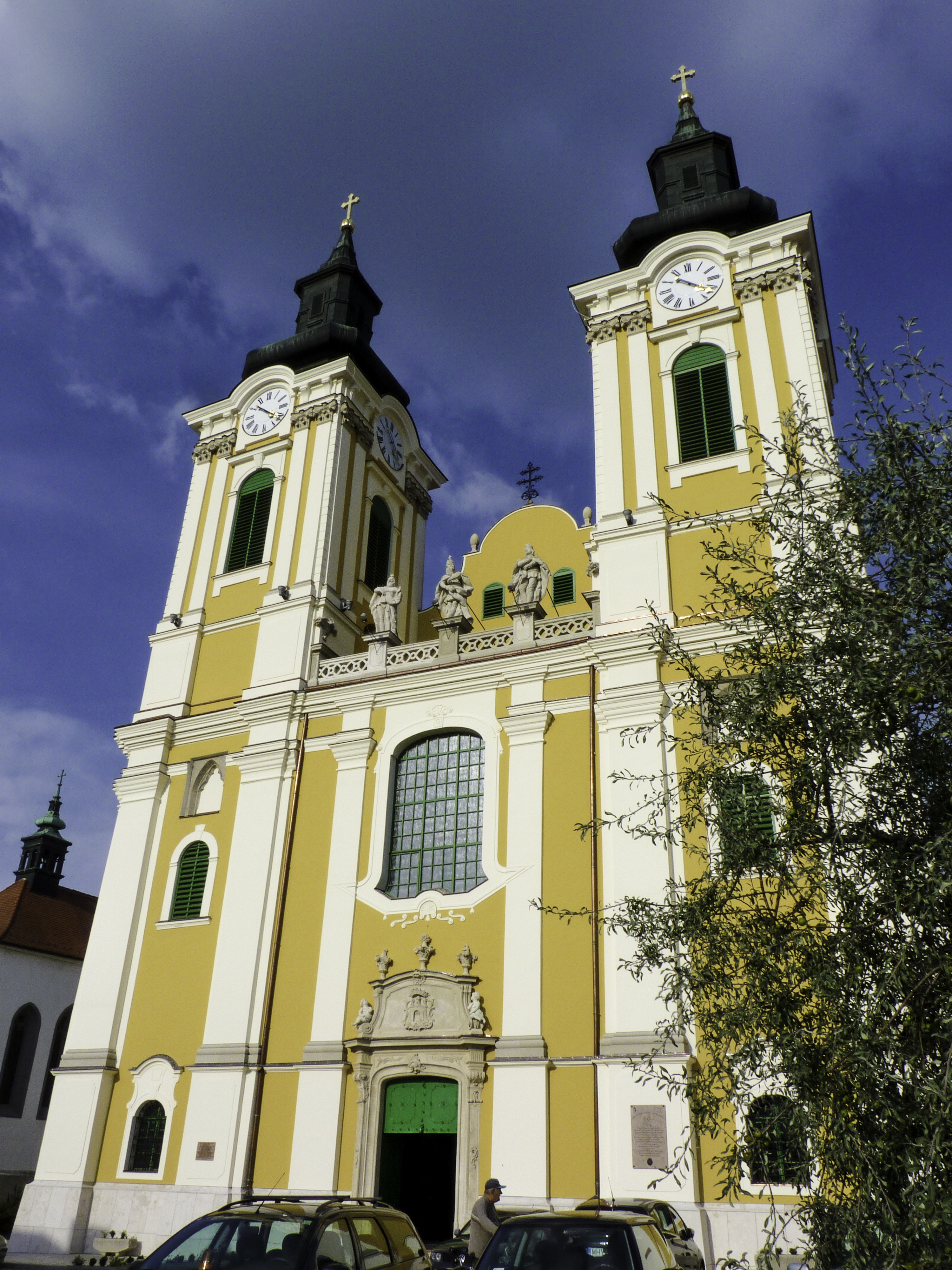
Кафедральный собор

Се́кешфехервар (венг. Székesfehérvár [ˈseːkɛʃfɛˈheːrvaːr]о файле — «Престольный белый град») — город в Венгрии, административный центр медье Фейер. Население — 99 060 человек (2014). В Средние века Секешфехервар был важнейшим городом Венгрии, местом расположения королевской резиденции. В городе были коронованы 37 королей и погребены 15 правителей.

## География и транспорт

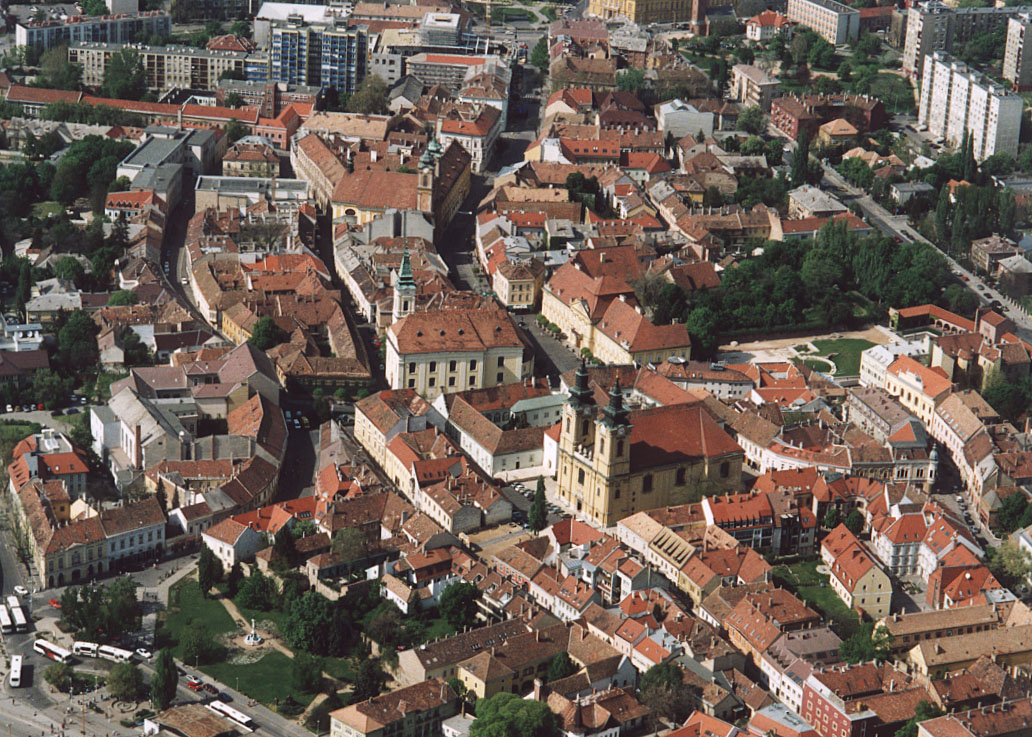
Секешфехервар — вид с воздуха

Город расположен примерно в 65 километрах к юго-западу от Будапешта на равнине к западу от Дуная, примерно на полпути между столицей и озером Балатон. Секешфехервар — крупный железнодорожный узел, соединён автомобильными и железными дорогами с Будапештом и крупнейшими городами страны.

## Этимология
Название города можно перевести как «Престольный белый град» — это венгерское имя восходит к латинскому «Альба Регия», имя, под которым город был известен в Средние века. Венгерское szék означает «престол» и отражает роль города в ранневенгерской истории, когда он был резиденцией королей, венг. fehér — «белый», венг. vár — «крепость», «город». Во времена турецкого господства город был известен как Белград или Истолни Белград. В эпоху существования Австрийской империи город носил название Штульвайсенбург (нем. Stuhlweißenburg, буквально «престольный белый град»).

## История
Уже во времена Римской империи на месте Секешфехервара находилось поселение. Ныне существующий венгерский город был основан в 972 году, по преданию, на месте, где располагался шатёр Арпада, вождя венгров, возглавлявшего их переселение на территорию современной Венгрии. Основал город правнук Арпада — князь Геза. Первое письменное упоминание о городе датируется 1009 годом. В конце 970-х годов Геза перенёс свою резиденцию в Эстергом, однако это не привело к закату Секешфехервара. Напротив, город стремительно рос, при короле Иштване Святом в городе построили крепость с земляными валами, величественную базилику (1039). При правлении Иштвана Секешфехервар получил права города.
В Средние века в Секешфехерваре короновались венгерские короли. Всего в городе было проведено 37 коронаций (по другим источникам 38). Первым здесь был коронован Пётр Орсеоло в 1038 году, последним — Янош Запольяи в 1526 году. В местном соборе были похоронены 15 королей, среди них — Иштван I Святой, Бела II, Лайош Великий, Матьяш Корвин и другие.
В 1222 году здесь королём Андрашем II была выпущена Золотая булла, гарантировавшая права дворянства и королевские обязанности. Вплоть до 1848 года на ней базировалась венгерская Конституция.
Монгольское нашествие 1242 года не причинило ущерба городу, захватчики вынуждены были обойти Секешфехервар из-за большого наводнения, затопившего окрестности. Процветание города продолжалось вплоть до турецкого нашествия в XVI веке.

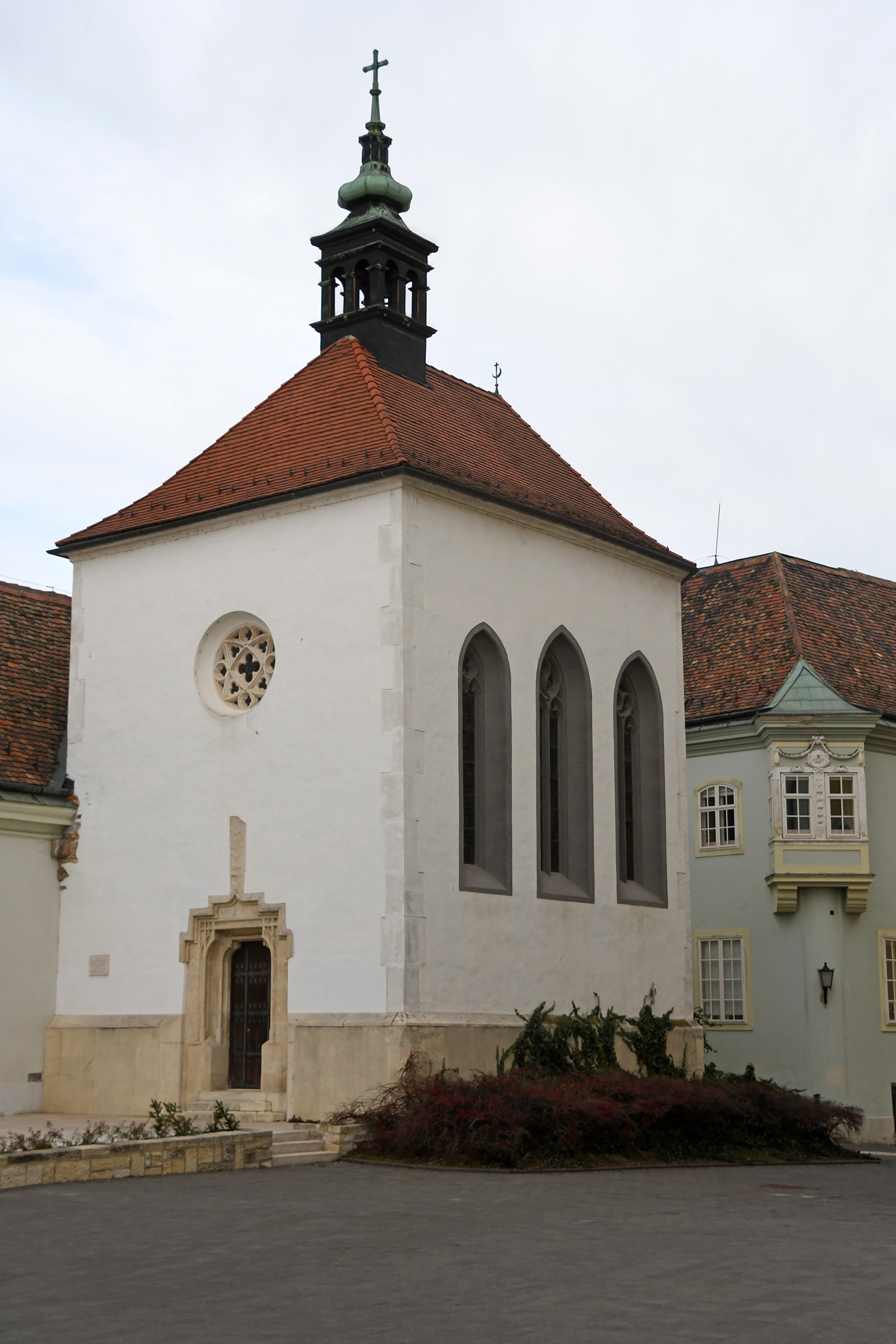
Часовня Св. Анны — одно из старейших зданий города

В 1543 году турецкая армия осадила Секешфехевар и после длительной осады взяла город. Большая часть зданий была ими разрушена, уцелевшие церкви превращены в мечети. Могилы королей были разграблены и уничтожены, а базилика, превращённая в пороховой склад, была полностью разрушена после пожара и взрыва, последовавших за ударом молнии.
В 1688 году город был освобождён от турецкого ига. В конце XVII — начале XVIII века город был заново отстроен, доминирующим стилем стало австрийское барокко. Сильно уменьшившееся венгерское население города было восполнено за счёт приехавших немецких и сербских колонистов. В 1777 году город стал резиденцией епископа, для которого на центральной площади был воздвигнут роскошный дворец. К XIX веку численность населения города превысила 12 тысяч человек.
Новые тяжёлые испытания ждали город во Вторую мировую войну. В начале 1945 года в Секешфехерваре и окрестностях шли тяжёлые бои между 5-й танковой дивизией СС (4-го танкового корпуса СС) и войсками 21-го гвардейского стрелкового корпуса 4-й гвардейской армии 3-го Украинского фронта (в январе 1945 г.), а в марте разгорелось сражение между 6-й танковой армией СС и войсками 2-го и 3-го Украинских фронтов (Балатонская оборонительная операция). В ходе боёв почти половина зданий в городе была разрушена, погибло более 10 тысяч жителей. На городском кладбище в братских могилах похоронены останки 4138 советских воинов, в том числе два Героя Советского Союза.
В послевоенный период город был отстроен. Барочные строения в историческом центре города были отреставрированы, в то время как остальной город был застроен современными типовыми жилыми домами, характерными для социалистических стран. Секешфехервар был превращён в крупный промышленный центр. Самыми значительными предприятиями города стали завод по производству автобусов «Икарус» и завод теле- и радиооборудования «Видеотон». В конце 1970-х годов численность населения города впервые перевалила отметку 100 тыс. человек.
В 1990-х годах после падения социалистического строя город и его промышленность переживали тяжелейший кризис. Современный Секешфехервар — город, ориентированный на современную промышленность и высокие технологии.

## Население
| 2013   | 2014    | 2021    | 2022    | 2023    | 2024    |
| ------ | ------- | ------- | ------- | ------- | ------- |
| 99 247 | ↘99 060 | ↘95 545 | ↘95 045 | ↗95 915 | ↗96 024 |

## Экономика
Именуется с 1990-х годов «Венгерской Кремниевой долиной». В городе в 1930-е годы, в рамках подготовки к празднованию года памяти святого Иштвана (1938 год), было создано множество промышленных предприятий: предшественник завода Ikarus, завод шлифовальных станков SZIM, Комбинат лёгких металлов, расширен завод авиадвигателей.

## Достопримечательности

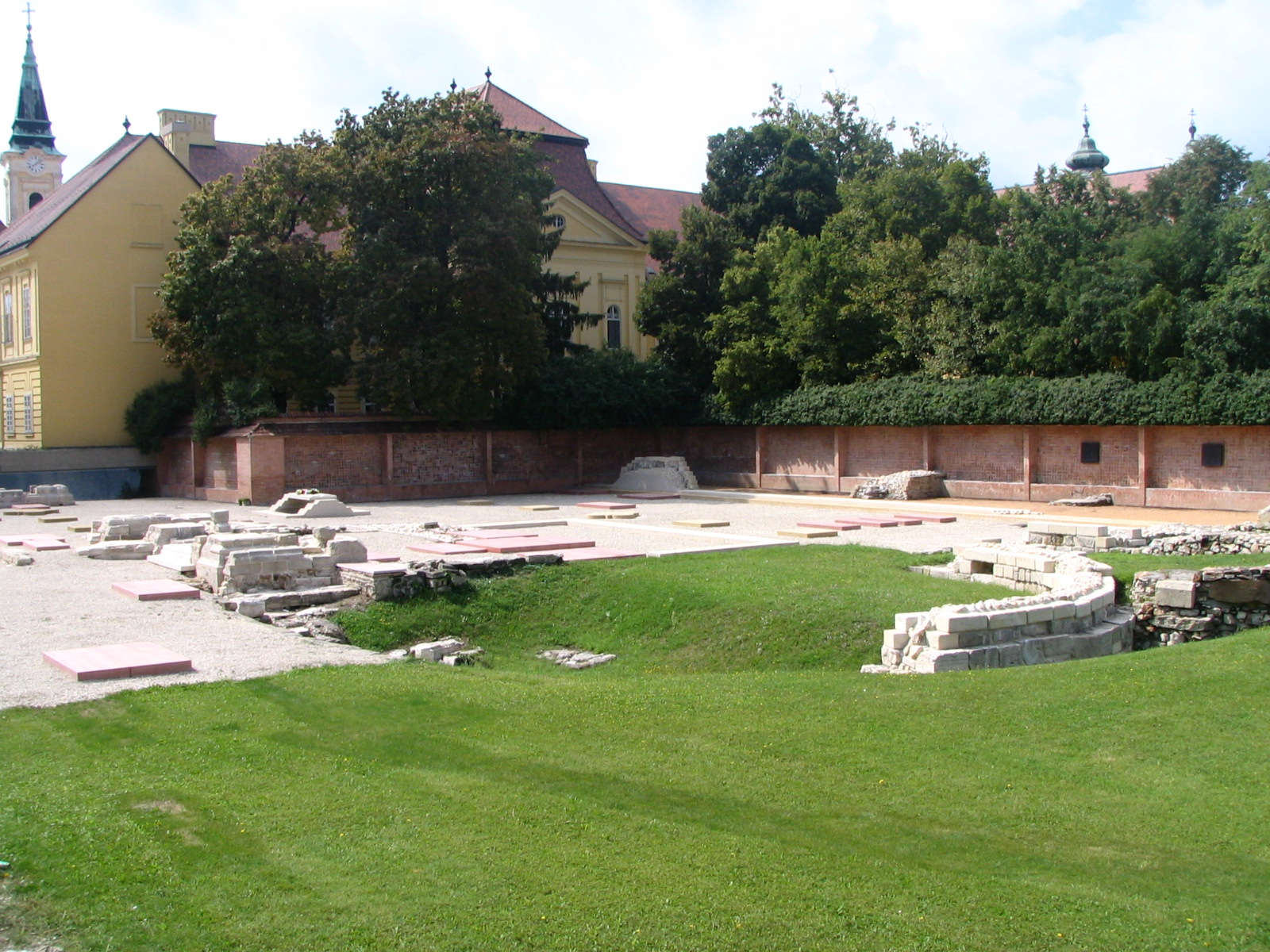
Сад руин

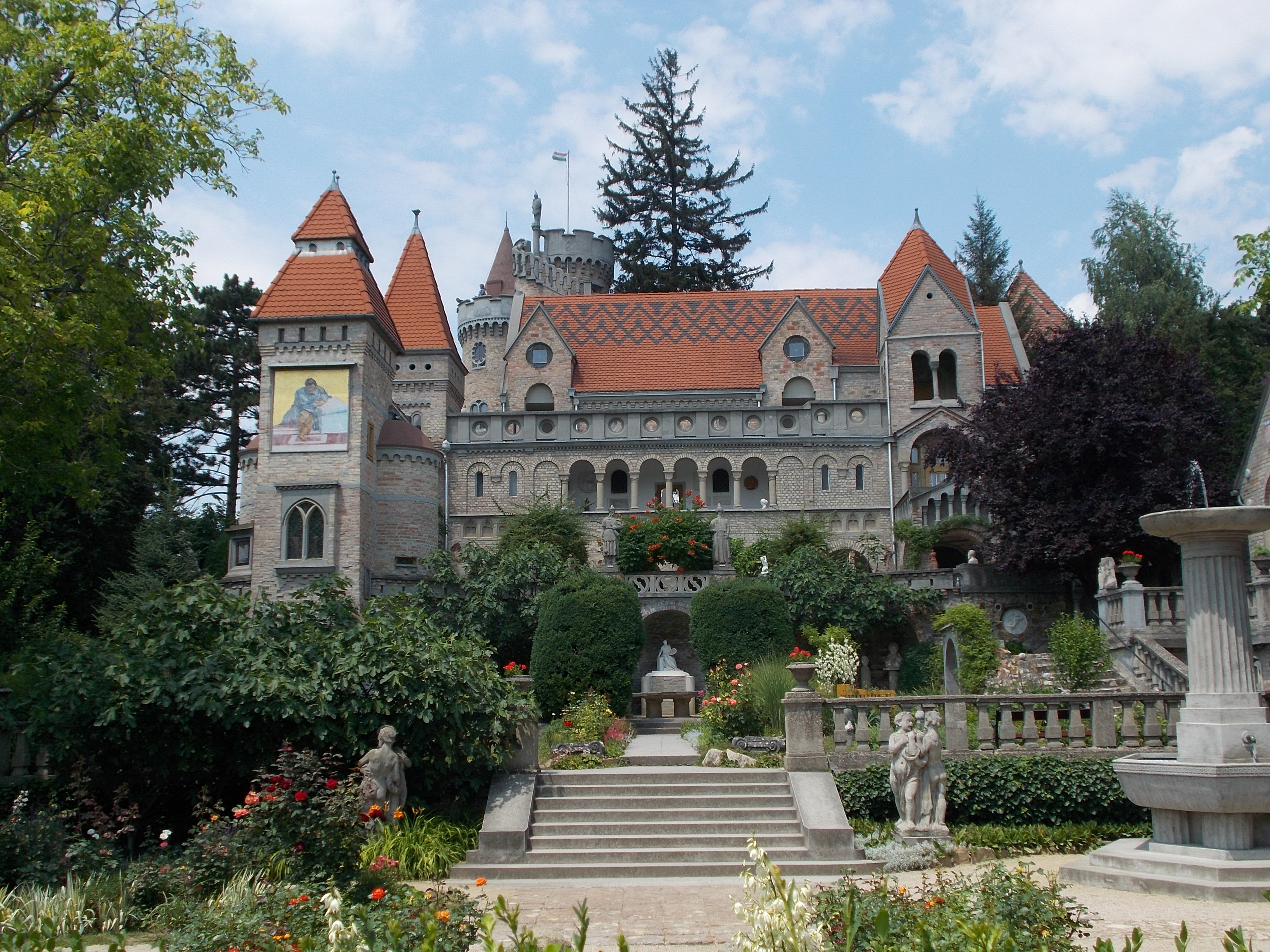
Замок Бори

- Сад руин. Раскрытые археологами остатки фундамента знаменитой базилики XI века, в которой короновались и были похоронены многочисленные короли дотурецкой эпохи истории Венгрии. Базилика была уничтожена в период турецкой оккупации города. Сад руин находится в восточной части старого города на площади Коронации.
- Кафедральный собор Св. Иштвана. Находится в центре Старого города, возведён в 1758—1768 годах в стиле барокко на месте древнего готического собора, разрушенного турками.
- Часовня св. Анны. Небольшая часовня рядом с кафедральным собором. Построена в 1480 году. Одно из немногочисленных зданий Сехешфехервара, переживших как турецкое иго, так и Вторую мировую войну.
- Епископский дворец. Находится на центральной площади города — Ратушной. Создан в 1800 году в стиле австрийский классицизм (цопфстиль).
- Ратуша. Расположена в южной части Ратушной площади, построена в 1690 году в стиле барокко, одно из первых зданий, построенных в городе после отвоевания его у турок.
- Дворец Зичи. Находится западней ратуши и примыкает к ней. 1781 год, стиль цопф.
- Церковь Св. Имре. Занимает всю северную сторону Ратушной площади, построена в 1745 году, принадлежит ордену францисканцев.
- Церковь Св. Иоанна Непомуцкого. Барочная церковь расположена на улице Фё. Принадлежит цистерцианцам.
- Кармелитская церковь на юге Старого города. Возведена в 1769 году, украшена фресками.
- Театр имени Вёрёшмарти. Находится в северной части улицы Фё. Элегантное барочное здание.
- Замок Бори. Единственная из архитектурных достопримечательностей города, созданная в XX веке. Строительство замка проводил архитектор и скульптор Енё Бори. Строительство закончено в 1959 году. Здание выполнено в эклектичном стиле, но в то же время гармонично. Находится на северо-востоке города, вдали от центра.

## Музеи

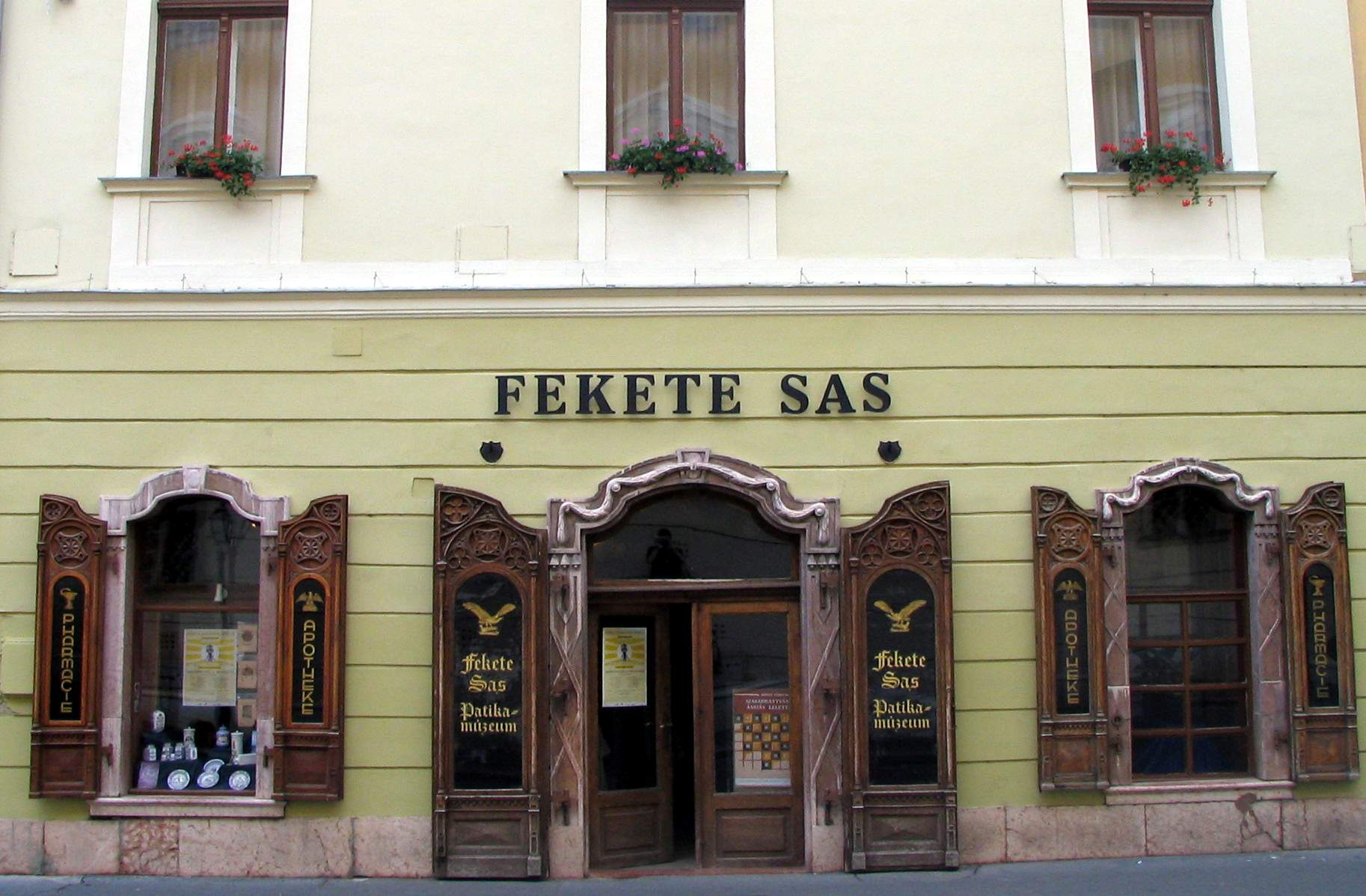
Аптека «Чёрный орёл»

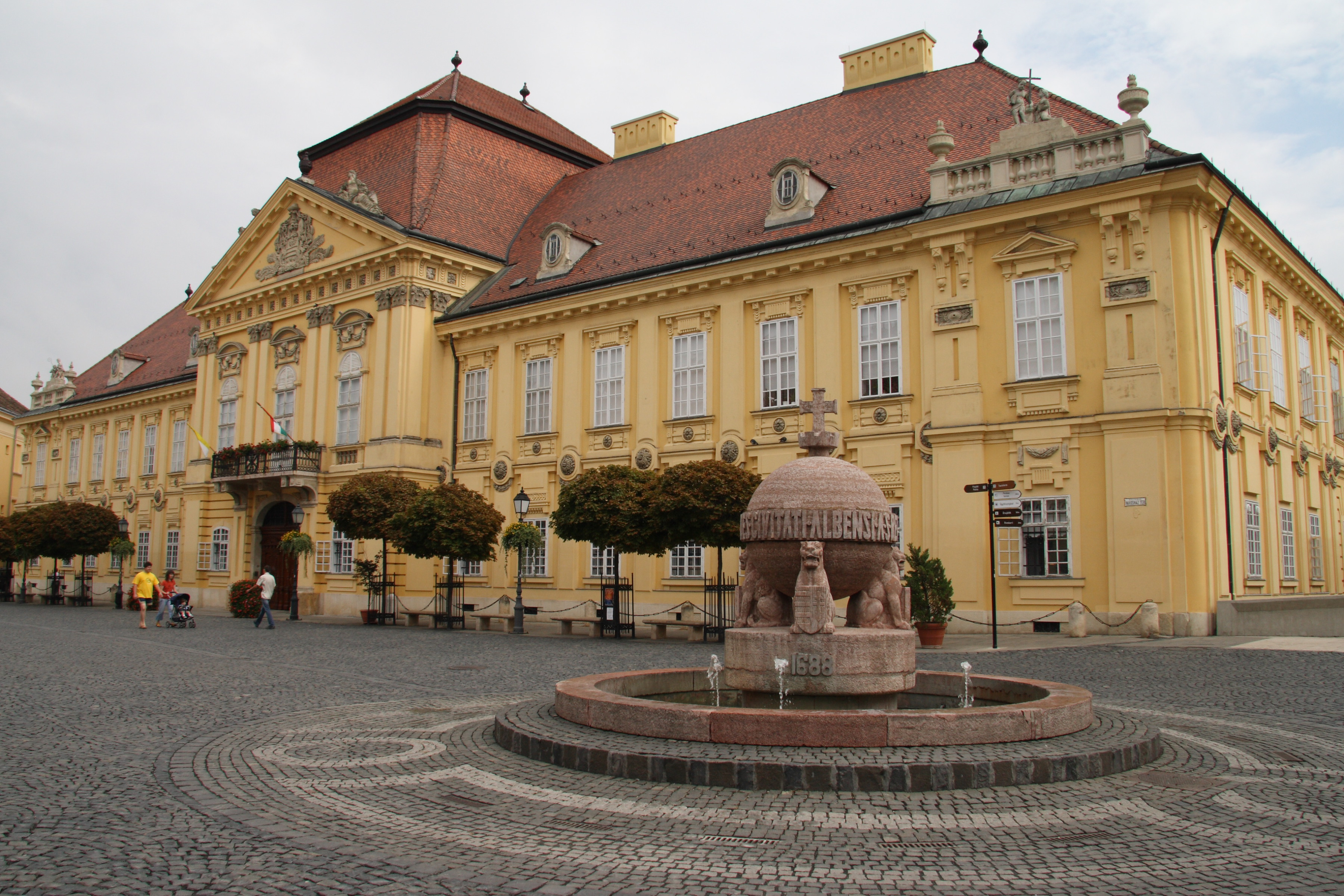
Памятник «Держава» и Епископский дворец

- Музей-аптека «Чёрный орёл». Находится на центральной улице старого города — улице Фё. Открыта иезуитами в XVIII веке.
- Археологический музей Св. Иштвана. Находится на улице Фё напротив аптеки «Чёрный орёл». Примыкает к церкви цистерцианцев. Экспозиция раскрывает археологическую историю города начиная с римских времён до наших дней. Музей спроектирован венгерским скульптором Нандором Вагнером.
- Городская художественная галерея — выставка венгерского искусства XIX—XX веков.
- Музей кукол.
- Этнографический музей.

## Примечательные монументы
- Держава. Один из символов города, установлен на центральной площади Старого города — Ратушной. Каменный атрибут королей — держава — увенчан короной и символизирует королевскую власть.
- Расколотый колокол. Установлен в западной части Ратушной площади. Посвящён памяти жертв Второй мировой войны.
- Памятник св. Иштвану. Находится в южной части Старого города, на площади св. Иштвана.
- Памятник королю Матьяшу. Рельефная каменная фигура короля Матьяша Корвина расположена на северной стене археологического музея.

## Спорт
В Секешфехерваре базируется одна из сильнейших венгерских футбольных команд МОЛ Види, финалист кубка УЕФА 1985 года и трёхкратный чемпион страны.
В 2005—2007 годах в городе проходили финалы Континентального кубка по хоккею. Город считается центром венгерского хоккея: здесь базируется сильнейшая команда страны Альба Волан, играющая в Австрийской хоккейной лиге.
Так же в городе есть мужская баскетбольная команда, женская гандбольная, а волейбольный клуб МАВ Элоре представлен командами и в мужской Суперлиге, и в женской.  
В сезоне-2024/25 мужская волейбольная команда МАВ Элоре первой в истории города выиграла два национальных турнира за сезон - парни впервые стали чемпионами страны и обладателями кубка (главный тренер Омар Пелило, одним из его помощников был тренер-аналитик Юрий Соколов). Золото чемпионата Венгрии вывело команду в квалификацию Лиги Чемпионов.  

## Города-побратимы
- Алба-Юлия, Румыния (1990)[9][10]
- Банска-Штьявница, Словакия (2008)[11]
- Бирмингем, США (1997)[12]
- Благоевград, Болгария (1978)[13]
- Братислава, Словакия (1989)[14][15]
- Градец-Кралове, Чехия
- Задар, Хорватия (1 марта 1997)[16][17]
- Измит, Турция (2008)[18]
- Кеми, Финляндия (1957)[19][20]
- Луганск, Украина (1978)[21][22]
- Меркуря-Чук, Румыния (2011)[23]
- Ополе, Польша (28 октября 1978)[24][25]
- Сан-Сальво, Италия
- Санкт-Пёльтен, Австрия
- Саривон, КНДР
- Чанчунь, Китай (2010)[11]
- Ченто, Италия (1998)[26]
- Чорли, Великобритания (1992)[27]
- Швебиш-Гмюнд, Германия (1991)[28][29]
- Эрдэнэт, Монголия (2008)[30]